# Nicolás Filiberti
Nicolás Filiberti (Buenos Aires, 11 de abril de 1977) é um automobilista argentino.
Já correu em diferentes categorias, com maior sucesso na argentina TRV6 e na TC2000. onde corre atualmente. 
Correu também na Fórmula 3000 em 1999 e 2001, sem sucesso, e na Fórmula 3 Sulamericana, onde foi vice-campeão em 1995, e na World Series. 

## References
1. ↑  http://www.oldracingcars.com/driver/Nicolas_Filiberti
2. ↑  «Cópia arquivada». Consultado em 14 de junho de 2012. Arquivado do original em 29 de janeiro de 2011
3. ↑  http://www.racecam.de/index.php?lang=en&site=fahrer&id=798&sid=27&print=1&